# الرؤوس (جبلة)

تعديل مصدري - تعديل

الرؤوس محلة تابعة لقرية قرية الحرجم، التابعة لعزلة جبلة بمديرية جبلة إحدى مديريات محافظة إب في الجمهورية اليمنية، بلغ تعداد سكانها 252 حسب تعداد اليمن لعام 2004.